# 볏꼬리사슴쥐
볏꼬리사슴쥐(Habromys lophurus)는 비단털쥐과에 속하는 설치류의 일종이다. 엘살바도르와 과테말라, 멕시코에서 발견된다.